# Piaski (gmina w województwie białostockim)
Piaski (do 1928 Pieski) – dawna gmina wiejska istniejąca do 1939 roku w województwie białostockim w Polsce (obecnie na Białorusi). Siedzibą gminy były Piaski.
W okresie międzywojennym gmina Piaski należała do powiatu wołkowyskiego w woj. białostockim. 31 października 1928 Minister Spraw Wewnętrznych „ustalił nazwę gminy i miejscowości Piaski (Pieski) w powiecie wołkowyskim, województwie białostockiem na «Piaski»”.
16 października 1933 gminę Piaski podzielono na 30 gromady: Borki, Dominiszki, Dylewszczyzna, Gliniszcze, Honczary, Hryćki, Koladycze, Kopacze, Kukucie, Kutniki, Lada, Lichinicze, Ławry, Malkiewicze, Miżewo, Mosiewicze, Niewiarowicze, Osowlany, Pacewicze, Parafianowicze, Piaski, Pliszcza, Podwórna, Samojłowicze Dolne, Samojłowicze Górne, Siniewicze, Strubnica, Zabłocie, Zarudawie i Zelwiany.
Po wojnie obszar gminy Piaski został odłączony do Polski i włączony do Białoruskiej SRR w ZSRR.